# Aegle ottoi
Aegle ottoi är en fjärilsart som beskrevs av Karl Schawerda 1923. Aegle ottoi ingår i släktet Aegle och familjen nattflyn. Inga underarter finns listade i Catalogue of Life.